# Ali Krieger
Ali Krieger és una defensa de futbol amb 91 internacionalitats i un gol pels Estats Units. És campiona del món amb la selecció, a la que va debutar al 2008, i ha participat en un altre Mundial i als Jocs Olímpics de Rio 2016.
Ha jugat a diverses lligues dels Estats Units, i també a Europa a les primeres divisions d'Alemanya i Suècia. Amb el 1.FFC Frankfurt va guanyar el triplet a la temporada 2007/08, incloguent la Lliga de Campions.
Actualment juga al Orlando Pride, a la NWSL.

## Trajectòria
| Temporades    | Lliga             | Club                        | P  | G  | Actualitzat |
| ------------- | ----------------- | --------------------------- | -- | -- | ----------- |
|               | D3                | Prince William Sparklers    |    |    |             |
| 2003 - 2006   | D3                | Penn State Nittany Lions    | 87 | 11 |             |
| 2005          | D2                | Northern Virginia Majestics | 01 | 0  |             |
| 2006 - 2007   | D2                | Washington Freedom          | 07 | 0  |             |
| 07/08 - 12/13 | D1                | 1.FFC Frankfurt             | 69 | 02 |             |
| 2009          | D1                | Washington Freedom (cessió) | 11 | 0  |             |
| 2013 - 2016   | D1                | Washington Spirit           | 66 | 04 | 19/11/2016  |
| 2013          | D1                | Tyresö FF (cessió)          | 07 | 0  |             |
| 2017 - act.   | D1                | Orlando Pride               |    |    |             |
|               |                   |                             |    |    |             |
| 2003 - 2004   | Selecció sub-19   | Selecció sub-19             | 04 | 0  |             |
| 2008 - act.   | Selecció absoluta | Selecció absoluta           | 96 | 01 | 13/11/2016  |

## Palmarès
| Títols — Seleccions nacionals            |
| 1 Mundial                                |
| 2 Copes d'Algarve                        |
| Títols — Clubs                           |
| 1 Lliga de Campions                      |
| 1 Lliga Semiprofessional                 |
| 1 Lliga                                  |
| 2 Copes                                  |
| Reconeixements — Premis                  |
|                                          |
| Reconeixements — Seleccions de jugadores |
| Onze ideal de la Lliga Professional      |